# Porrogszentkirály
Porrogszentkirály (kroatisch Sekral) ist eine ungarische Gemeinde im Kreis Csurgó im Komitat Somogy.

## Geografische Lage
Porrogszentkirály liegt vier Kilometer westlich der Kreisstadt Csurgó. Nachbargemeinden sind Porrog und Gyékényes.

## Geschichte
Im Jahr 1907 gab es in der damaligen Kleingemeinde 148 Häuser und 813 Einwohner auf einer Fläche von 2378 Katastraljochen. Sie gehörte zu dieser Zeit zum Bezirk Csurgó im Komitat Somogy.

## Sehenswürdigkeiten
- Evangelische Kirche, erbaut 1843
- Heimatmuseum (Tájház)
- Römisch-katholische Kapelle Szűz Mária neve, erbaut 1898 im spätromanischen Stil
- Szent-István-Büste (Szent István király mellszobra)
- Szent-László-Statue (Szent László szobor), erschaffen aus Eichenholz von János Varga
- Weltkriegsdenkmal (világháborús emlék)

## Verkehr
Durch Porrogszentkirály verläuft die Landstraße Nr. 6811, die im südlichen Teil des Ortes auf die Landstraße Nr. 6808 trifft. Der zwei Kilometer südwestlich der Gemeinde liegende Bahnhof ist angebunden an die Eisenbahnstrecke von Dombóvár nach Nagykanizsa.